# Inquisición (film)
Pour les articles homonymes, voir Inquisición.
Pour plus de détails, voir Fiche technique et Distribution.
Inquisición (« Inquisition ») est un film espagnol réalisé  en 1976 par Paul Naschy, et sorti en 1978.

## Synopsis
France, XVIe siècle. L'inquisiteur Bernard de Fossey, responsable de la mise à mort d'un grand nombre de gens accusés d'être les serviteurs de Satan, tombe sous le charme d'une villageoise, Catherine. Cette dernière, accusée de sorcellerie, a conclu un pacte avec le Diable afin de l'envoûter,.

## Fiche technique
- Titre original : Inquisición
- Pays de production :  Espagne
- Année : 1978
- Réalisation : Paul Naschy
- Scénario : Paul Naschy
- Directeur de la photographie : Miguel Fernández Mila
- Montage : Soledad López
- Effets spéciaux : Francisco García San José, Pablo Pérez
- Directeurs artistiques : Gumersindo Andrés, Augusto Fenollar
- Décorateur de plateau : Juan García
- Costumes : Mercedes Segura
- Musique : Máximo Barratas
- Société de production : Ancla Century Films, Anubis Films
- Société de distribution : Manga Films (Espagne), Video City Productions (1984) (USA) (VHS), Mondo Macabro (2017) (USA) (Blu-ray)
- Langue : espagnol
- Format : Couleur — 35 mm — 2,35:1 — Mono
- Genre : historique, horreur
- Durée : 86 minutes
- Date de sortie :
  -  Espagne (Madrid) : 9 janvier 1978

## Distribution
- Paul Naschy : Bernard de Fossey / Satan
- Daniela Giordano : Catherine
- Mónica Randall : Madeleine
- Ricardo Merino (es) : Nicolas Rodier
- Tony Isbert (es) : Pierre Burgot
- Julia Saly (en) : Elvire
- Antonio Iranzo : Rénover
- Juan Luis Galiardo : Jean Duprat
- Eduardo Calvo : Émile
- Tota Alba (es) : Mabille
- María Salerno (en)
- Eva León : Pierril Fillé
- Loreta Tovar (Loli Tovar)
- Isabel Luque
- Belén Cristino
- Antonio Casas
- Jenny Llada (en) : Denise